# Paraxiphopoeus gestroi
Paraxiphopoeus gestroi är en insektsart som beskrevs av Schmidt. Paraxiphopoeus gestroi ingår i släktet Paraxiphopoeus och familjen hornstritar. Inga underarter finns listade i Catalogue of Life.